# Szarżowanie
Ten artykuł opisuje zagadnienie koszykarskie zgodne z normami FIBA.
Zasady w ligach NBA, NCAA lub innych mogą różnić się od tutaj przedstawionych.

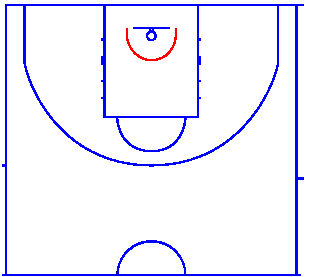
Na czerwono zaznaczone jest półkole podkoszowe, w którym szarżowanie nie jest błędem atakującego

Szarżowanie – w koszykówce nielegalne pchanie lub napieranie na tors przeciwnika.
Szarżowanie przez atakującego jest dozwolone, gdy próbuje rzucić na kosz, lub podać, a obrońca znajduje się wewnątrz obszaru półkola podkoszowego.
Od 1 października 2014 zmieniły się przepisy FIBA w kwestii położenia obrońcy wewnątrz obszaru półkola podkoszowego, co ilustruje poniższa ilustracja:

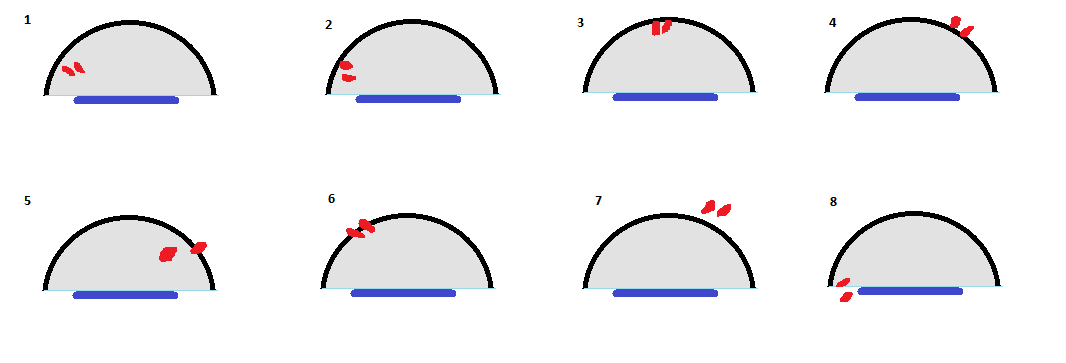
Widok z góry na boisko. Na czarno zaznaczono linię półkola podkoszowego. Na niebiesko zaznaczono tablicę kosza. Kolorem szarym zaznaczono obszar półkola podkoszowego. Na czerwono zaznaczono położenie stóp zawodnika obrony.
Zgodnie z przepisami FIBA, w latach 2010-2014 uznawano, że tylko zawodnik na rysunku nr 1 znajduje się wewnątrz obszaru półkola podkoszowego - w pozostałych jest na zewnątrz. Od 1 października 2014 na wszystkich rysunkach poza nr 7 uznaje się, że zawodnik znajduje się wewnątrz półkola podkoszowego, a tylko na rysunku nr 7 - na zewnątrz.